# Погоди ко долази на вечеру
Погоди ко долази на вечеру (енгл. Guess Who's Coming to Dinner) је амерички филм из 1967. године, у режији Стенлија Крејмера. Главне улоге играју: Спенсер Трејси, Сидни Поатје, Кетрин Хепберн и Кетрин Хотон.

## Радња
Млада Џои упознаје Џона на одмору на Хавајима и њих двоје се заљубљују. Одлуче да обиђу њене родитеље како би се упознали са Џоном. Имају само један мали проблем; у питању су Сједињене Америчке Државе 1960-тих, а Џон је црнац.

## Улоге
| Глумац         | Улога               |
| -------------- | ------------------- |
| Спенсер Трејси | Мет Дрејтон         |
| Сидни Поатје   | др Џон Вејд Прентис |
| Кетрин Хепберн | Кристина Дрејтон    |
| Кетрин Хотон   | Џои Дрејтон         |
| Сесил Келавеј  | Монсињор Рајан      |
| Би Ричардс     | госпођа Прентис     |

## Награде
Филм је освојио два Оскара и две награде БАФТА.
- 1967: Оскар за најбољу главну глумицу (Катрин Хепберн)
- 1967: Оскар за најбољи оригинални сценарио (Вилијам Роуз)
- 1969: БАФТА награда за најбољег глумца у главној улози (Спенсер Трејси)
- 1969: БАФТА награда за најбољу глумицу у главној улози (Катрин Хепберн)